# Cocina (artefacto)

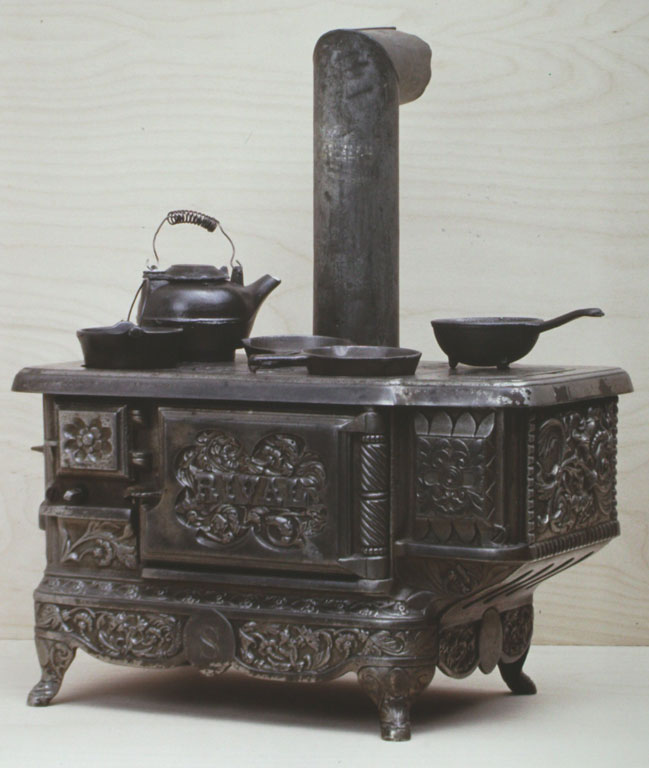
Una cocina de juguete del, en la colección permanente del Museo de los Niños de Indianápolis.

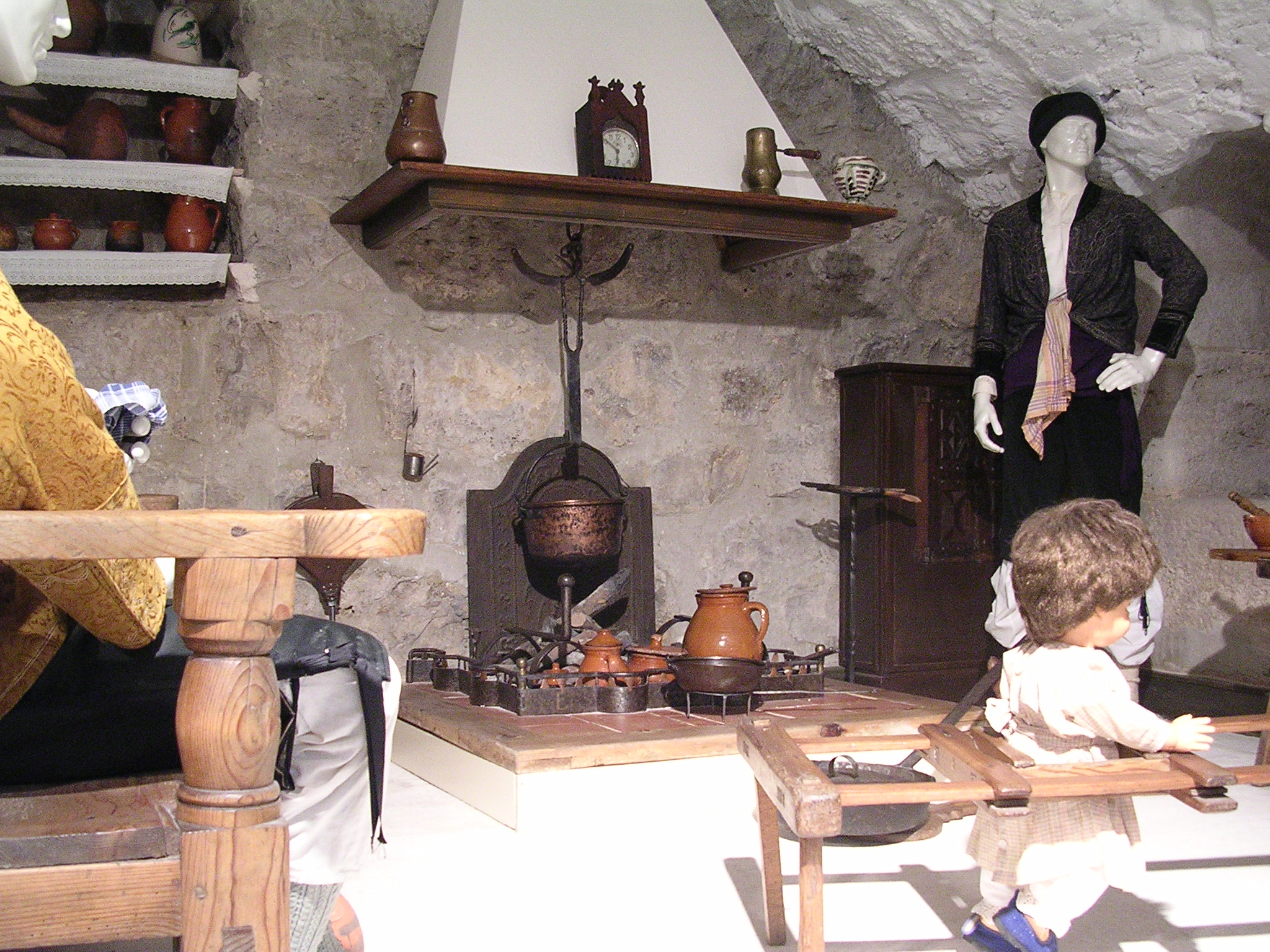
Cocina antigua (imagen de museo)

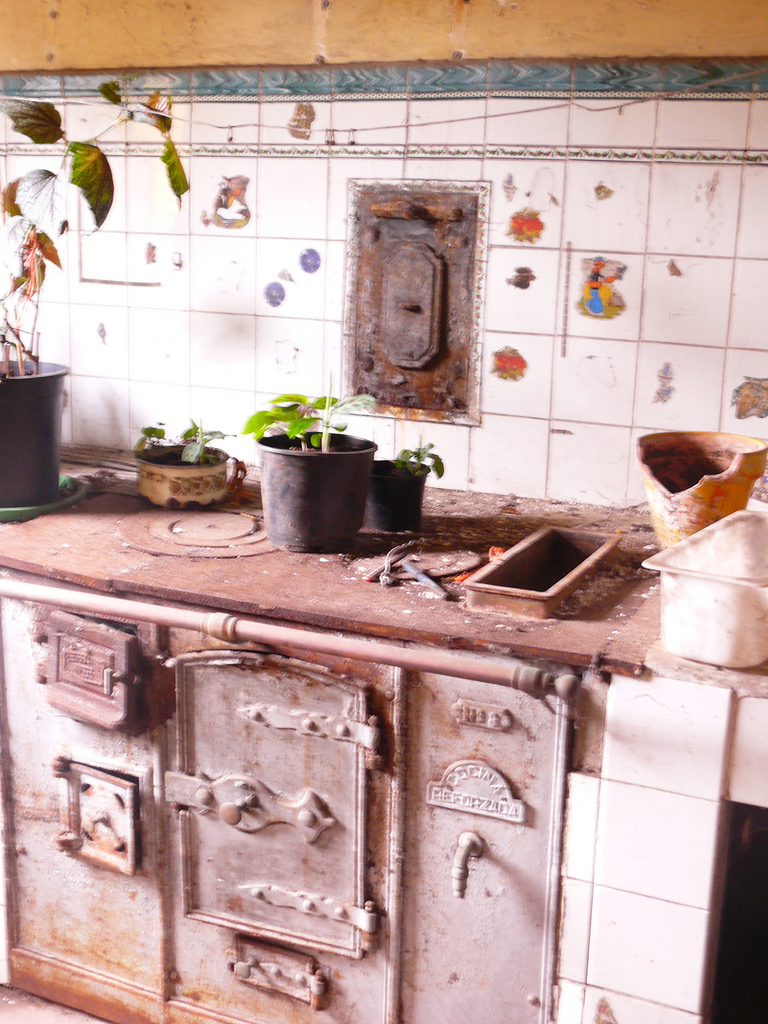

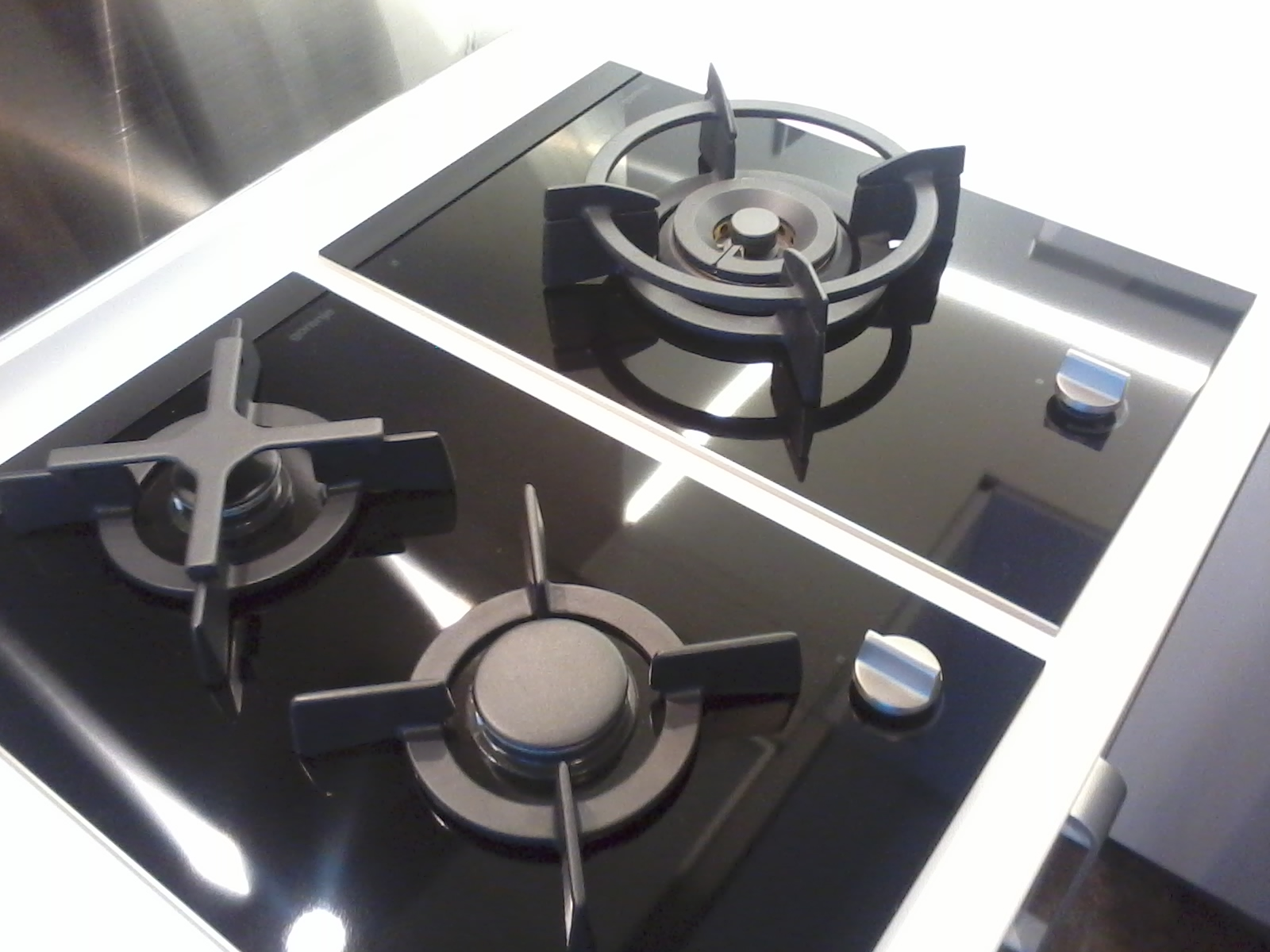
Cocina de gas

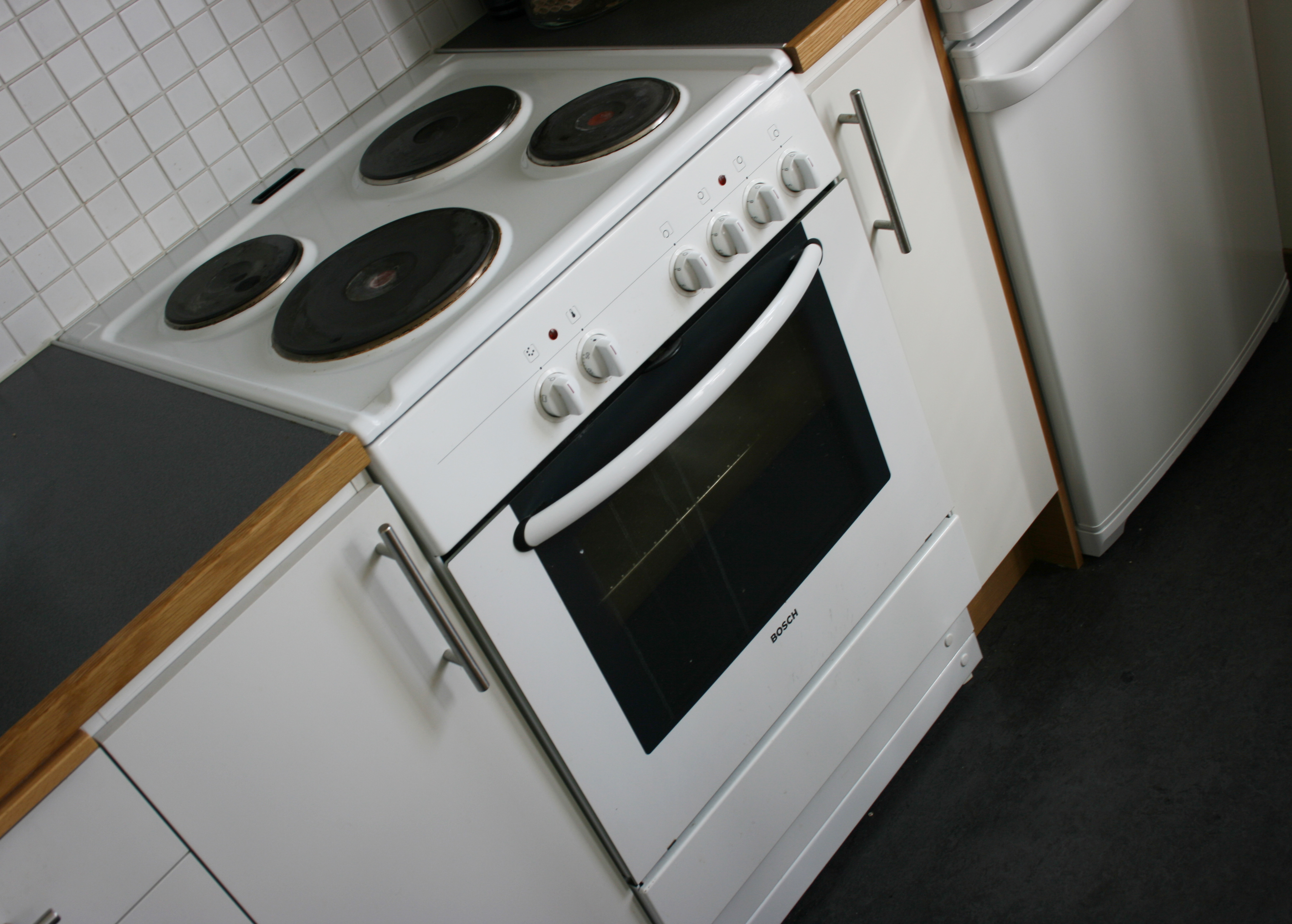
Cocina eléctrica

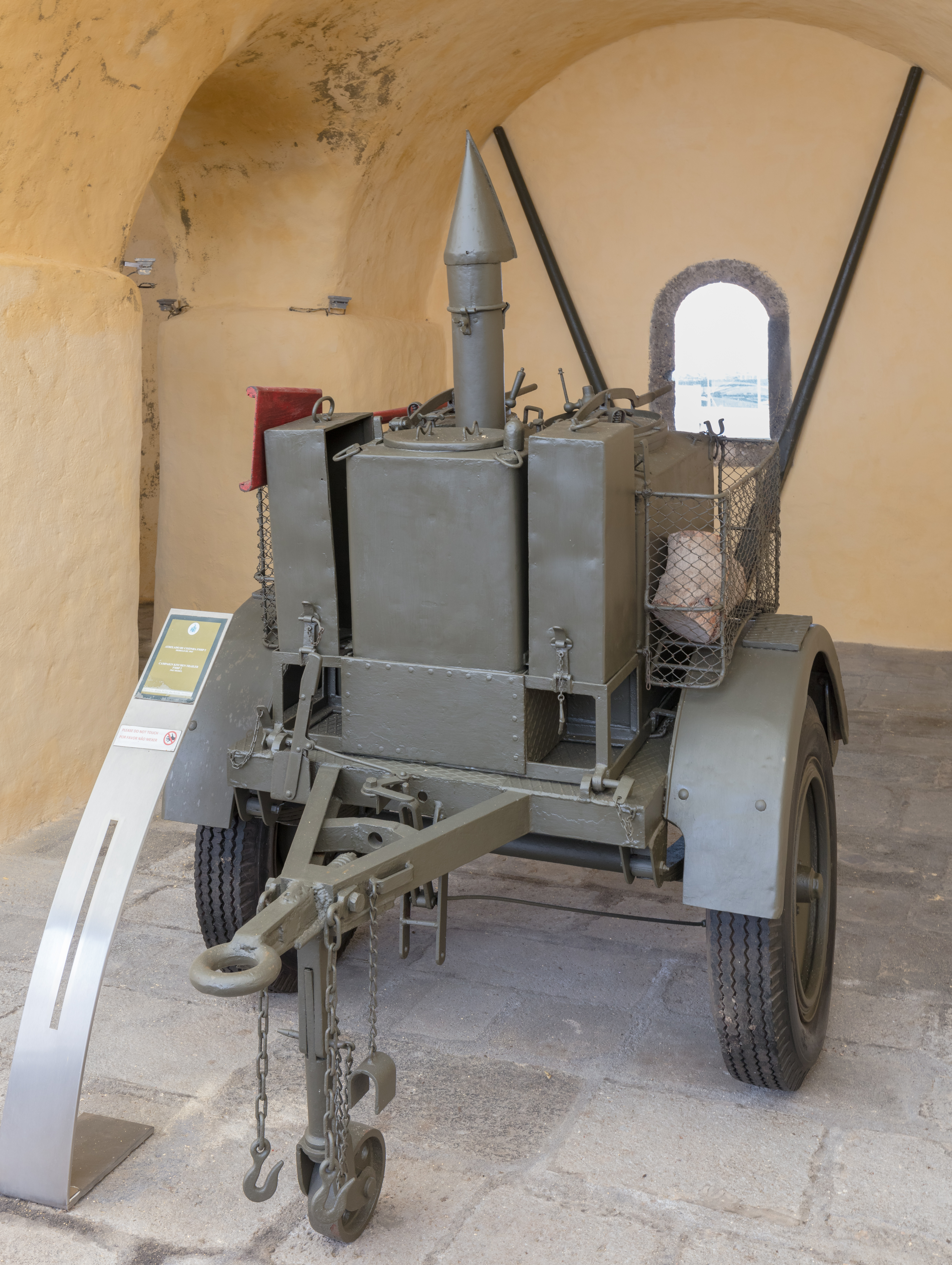
Cocina de campaña portátil para uso militar

Una cocina o estufa es un artefacto para cocinar comidas o alimentos, y que puede funcionar mediante diversos combustibles o por electricidad.
Las cocinas modernas tienen una serie de fogones (llamados «hornillas» u «hornallas» en Paraguay, Argentina y Uruguay, «hornillos» en Centroamérica, «hornillas» en Perú, Bolivia y Venezuela, «quemadores» en Chile y España, e «infiernillos» en España —en España, estos dos últimos cuando son de gas, con fuego—), y pueden incluir uno o más hornos y un asador.
Según el modo de cocinar los alimentos, una cocina sirve para hervir, cocer, freír, asar o fundir. Los alimentos se cocinan por lo general mediante utensilios de cocina (como ollas, sartenes, cazuelas o parrillas).

## Historia
La cocción de los alimentos es una técnica antigua, que puede relacionarse con el principio del manejo del fuego por los humanos. Sobre el fuego que servía para calentar y alejar los animales, se fue gestando el modo de mejorar la textura (ablandando), el sabor y el aspecto de los alimentos utilizados por los humanos, además de mejorar la digestibilidad de muchos de ellos.
El hogar doméstico no solamente servía para calentar, sino también se utilizaba para cocinar los alimentos. Lo más común era tener una olla colgada de una cadena sobre las brasas, utilizando, para otros modos de cocinar, parrillas, ollas o sartenes sobre patas (trébedes, independientes o formando parte de la propia sartén), etc.
Con el tiempo aparecieron artefactos específicos, donde el fuego quedaba confinado, de modo que se aprovechase mejor todo su poder para cocinar. En castellano (y en otros idiomas) se adoptó para estos ingenios el nombre de fogón.
La evolución de los combustibles, desde los primitivos, leña y después distintos tipos de carbones, especialmente vegetales, hasta el gas (ciudad, butano o gas natural), y el aprovechamiento de la electricidad, fueron variando la forma de la cocina, hasta la de nuestros días.
La cocina como mueble en forma de simple hornillo fue conocida por los romanos como lo atestiguan los hermosos ejemplares de bronce hallados en Herculano y Pompeya, que guarda el Museo de Nápoles. Pero la verdadera cocina completa y portátil no se encuentra hasta finales del siglo XVIII y solo desde el siglo XIX se conoce la cocina cuadrangular de hierro con planchas de cobre o de hierro por encima dispuesta para recibir las ollas.

### La cocina económica o estufa doméstica
Vista de una cocina económica, estufa doméstica o cocina de hierro. En el frente, a la izquierda, las portillas del hogar o brasero y del cenicero; en el centro, la del horno. En la parte superior, a la derecha, recipiente para tener siempre agua caliente para cocinar. En la pared, registro del humero para limpieza y, sobre él, el cortatiro.
Al inventarse la estufa, se aprovechó a menudo su extremo superior, muy caliente, para cocinar. Cuando la estufa se fabricó de fundición (estufa salamandra), también las estufas domésticas utilizaron el mismo material y comenzó a fabricarse la llamada cocina económica de mayor tamaño que la estufa y con más accesorios y usos. El calificativo de económica le viene de que, como la propia salamandra, aprovechaba mucho mejor el combustible que la cocina tradicional directamente sobre el hogar (sin embargo es mucho menos eficaz que las cocinas modernas).
Como la estufa, la cocina tiene dos compartimentos para la combustión, uno superior para el combustible (brasero) y otro inferior donde caen las cenizas (cenicero). En la parte superior tiene un plano de trabajo con la boca de alimentación de combustible redonda, con una serie de anillos de fundición concéntricos, que servían de tapadera. Quitando uno o más de los anillos, según el tamaño del cacharro de cocina, también puede obtenerse fuego vivo para ciertas preparaciones que lo requieren (especialmente las frituras con aceite). La boca de acceso al cenicero y para entrada del aire de combustión, está en la parte frontal y al lado la boca del horno.
El conjunto se completa con un tubo denominado humero, chimenea, cañón o caño, que evacua los humos hacia el exterior. Además de la regulación de la entrada de aire en la boca del cenicero, a veces hay otra regulación en la salida de humos mediante una plancha metálica (tiraje), perpendicular al eje del conducto, que se desliza por unas guías y cierra la sección del humero, en parte o casi toda, a voluntad. Con la regulación del tiro se evita que una parte importante del calor salga por el humero, cuando el tiro es excesivo (por las condiciones del viento en el exterior, por ejemplo).
En algunos tipos de cocina, dentro del espacio para el combustible (brasero) hay un pequeño recipiente, que sirve como calentador del agua que se lleva por tuberías y se almacena en un recipiente más grande o depósito exterior (generalmente colgado junto al techo y que en Castilla se llamaba calderín) para la preparación de agua caliente para usos sanitarios, que circula entre uno y otro por tiro térmico. Otro sistema semejante es el de serpentín, en que una tubería de cobre atraviesa el brasero y el agua se calienta al pasar varias veces por ella. En otros casos (muchos menos) el intercambiador se empleaba para alimentar una red de radiadores y dar calefacción a la vivienda pero, especialmente este último sistema, no era muy satisfactorio porque en días fríos reducía notablemente el rendimiento de la cocina. En cambio en verano no debía utilizarse la cocina, salvo que hubiera un sistema de corte del agua caliente y otro sistema de vacciado del circuito de calefacción.
En el sur de Chile se emplean depósitos de agua de calefacción y almacenamiento puestos alrededor del conducto de salida de gases, de modo que se aprovecha el calor del humo que sale al exterior.
El nombre de estufa doméstica que se usa en algunos países americanos para designar la cocina, proviene precisamente de este tipo de estufa/cocina. En la Patagonia argentina y chilena, así como en otras áreas del sur de Chile, se sigue usando este tipo de estufas, que a veces incorporan un calentador de agua. La estufa (en este caso, generalmente alimentada con leña) tiene la ventaja de calentar el ambiente y hace de la cocina la principal habitación de la vivienda. La cocina permanentemente encendida permite mantener una tetera con agua caliente, que se usa para preparar el mate.

### La cocina eléctrica
La base sobre la que se funda la cocina eléctrica está ligada al invento de las estufas eléctricas. En 1892, una década después de que Edison diera a conocer la lámpara incandescente, los inventores británicos R. E. Crompton y J. H. Dowsing patentaron la primera estufa eléctrica para uso doméstico. El nuevo aparato consistía en un alambre de alta resistencia enrollado varias veces alrededor de una placa rectangular de hierro. El alambre, que al conducir la electricidad adquiría un brillo blanco anaranjado, estaba situado en el centro de una pantalla parabólica que concentraba y difundía el calor en un haz.
No tardaron en aparecer modelos perfeccionados de estufas eléctricas, y dos de los más notables fueron el de 1906, debido al inventor Albert Marsh, de Illinois (EE. UU.), cuyo elemento radiante, de níquel y cromo, podía alcanzar temperaturas al rojo blanco sin fundirse; y la estufa británica de 1912, que sustituyó la pesada placa de hierro en la que se enrollaba el alambre calefactor por un elemento ligero de arcilla refractaria, con lo que se consiguió la primera estufa eléctrica portátil realmente eficaz.

### Otros tipos de cocina
- El anafre o anafe, era un hornillo pequeño, transportable, que funcionaba con combustibles sólidos: leña o carbón vegetal (de encina, cisco de roble, picón)
- Las primitivas cocinas eléctricas, construidas con una pieza cerámica refractaria con canales por los que discurría una resistencia eléctrica arrollada en espiral y se llamaron, en España, «infiernillos».

## Cocinas actuales
Hay cocinas que forman un mueble completo, con los fogones y el horno, que se apoya directamente en el suelo. Otras solamente constan de una placa que se apoya en un hueco en la encimera de los muebles de la cocina. El horno puede estar debajo de ella, con una ringlera de mandos comunes, o separado en un mueble alto, para que quede a una altura más cómoda para vigilar la cocción de los alimentos.
Las cocinas en Europa suelen tener unas medidas normalizadas de 60 × 60 cm en planta y 85 cm de altura, aunque también hay de ancho menor (30 cm, generalmente solo en encimeras) y mayor (90-120 cm) para cocinas especiales.
Cuando se trata de cocinas de encimera, tienen aproximadamente unas medidas aproximadas de 50 × 60 cm en planta.
Los fogones pueden ser de gas, eléctricos o combinados (2 de gas y 2 eléctricos). El horno puede funcionar con la misma energía que la cocina, pero también es más frecuente el eléctrico, que permite regular mucho mejor la temperatura.

### Cocinas de gas
Uno de los tipos de cocina moderno es el que funciona con gas (natural, propano, butano, etc.). Los fogones tienen un inyector (que es precisamente el dispositivo que sirve para adaptar la cocina de un tipo de gas a otro), que deja salir el gas en una cavidad donde se mezcla, por efecto venturi, con el aire necesario para la combustión. La mezcla aire-gas sale por los orificios del quemador donde arde. La potencia del fogón se regula modificando el caudal mediante un mando que mueve la llave de paso de gas.
Los fogones suelen ser de forma redonda y tamaños variados, siendo los más grandes más potentes. Hay cocinas con 2, 3 o más fogones, algunos de ellos especiales para usos determinados, de forma oblonga.
Normalmente se encienden con una fuente externa como cerillas o un encendedor. También con una chispa eléctrica con un mecanismo incorporado en la propia cocina, aunque puede ser difícil hacerlo cuando se usa gas natural, debido a que tiene una temperatura de ignición mayor que los otros gases y las chispas no siempre la alcanzan.
Estas cocinas pueden tener un horno también de gas, que tiene quemadores lineales en la parte inferior (horno) y superior (para tostados o gratinados).

### Cocinas eléctricas
Tras el invento de las estufas eléctricas, que usaban la electricidad por efecto Joule para el calentamiento, se aplicó la técnica a los fogones, mediante resistencias arrolladas helicoidalmente en una base de material cerámico y, más adelante, mediante resistencias blindadas o embutidas en una placa.
En los últimos modelos la resistencia está embutida en un vidrio especial. Se les llama cocina vitrocerámica. La gran ventaja de estas cocinas modernas es que la superficie de vidrio es muy fácil de limpiar, y la cocina es una actividad que suele generar bastante suciedad, por salpicaduras o derrames.
El sistema más reciente de cocina eléctrica es la de inducción. Esta no calienta la superficie del vidrio, solo produce calor a objetos metálicos colocados encima.
En la actualidad, las cocinas eléctricas están experimentando su inclusión en Internet de las cosas.

## Seguridad
Debido a la naturaleza de la cocina doméstica —que emplea una sustancia inflamable (o electricidad) con lo que tiene altas temperaturas— deben tomarse ciertas medidas mínimas de seguridad, en especial si en el hogar hay niños.
- Jamás dejar un fogón encendido sin vigilancia.
- Los utensilios de cocina (ollas, sartenes) deben quedar ubicados con las agarraderas hacia adentro, para evitar que un niño se cuelgue o se enganche.
- Cerrar el suministro de gas si la vivienda se va a dejar vacía varios días.
- Mantener a los niños, adultos con diversidad funcional, mascotas y plantas alejados de la cocina.

Es aconsejable comprar las cocinas de gas con válvula de seguridad. Esta válvula corta el flujo del gas en caso de que la llama se extinga (por una corriente de aire).